# Ghioroiu
Ghioroiu è un comune della Romania di 1 913 abitanti, ubicato nel distretto di Vâlcea, nella regione storica dell'Oltenia.